# Samburu (peuple)
Pour les articles homonymes, voir Samburu.

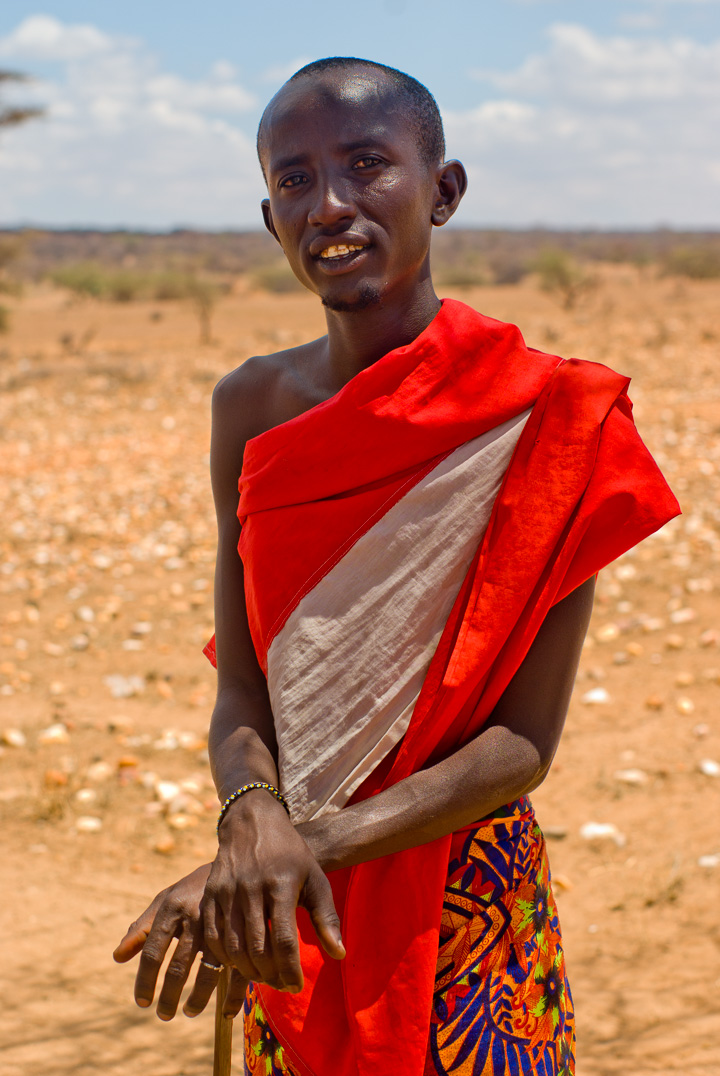
Chef d'un village samburu, près du mont Kenya.

Les Samburu sont une population d'Afrique de l'Est vivant au centre du Kenya, principalement dans le district de Samburu, au sud et sud-est du lac Turkana. Par leur langue et leur histoire, les Samburu sont proches des Maasaï auxquels ils sont souvent assimilés, notamment dans le cadre du « tourisme ethnique » qui s'est développé au Kenya. Les Samburu se nourrissent principalement de sang de vache mélangé parfois avec du lait.

## Ethnonymie
Selon les sources et le contexte, on observe différentes formes : Burkeneji, Il Loikop, Loikop, Loikpo, Lokop, Nytuk, Sambourou, Sambourous, Sambur, Samburus, Sampur .

## Langues

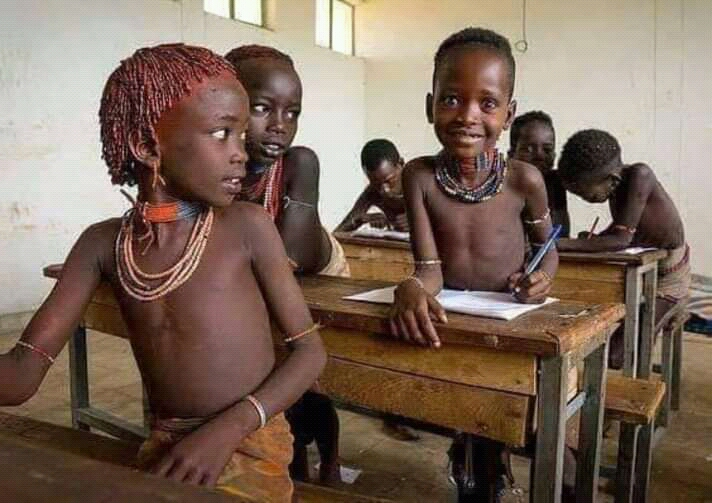
Enfants samburu à l'école.

Leur langue est le samburu – une langue ongamo-maadu rattachée au groupe des langues nilotiques orientales – dont le nombre de locuteurs était estimé à 174 000 en 2006. Le swahili et l'anglais sont également utilisés.

## Population
Lors du recensement de 2009, 237 179 Samburu ont été dénombrés au Kenya.

## Culture
Une des pratiques répandues chez les Samburu consiste pour un homme à offrir un collier de perles à une petite fille : elle est alors « perlée » et disponible pour qu'il ait des relations sexuelles avec elle. Cette coutume, ainsi que les mariages précoces et les mutilations génitales, sont combattues à l'échelle locale par la Samburu Girls Foundation de Josephine Kulea. Depuis les années 1990, quelques dizaines de villages féminins se sont formés dans la province de Samburu : ils offrent un refuge aux femmes quittant un mari violent ou refusant l'excision.

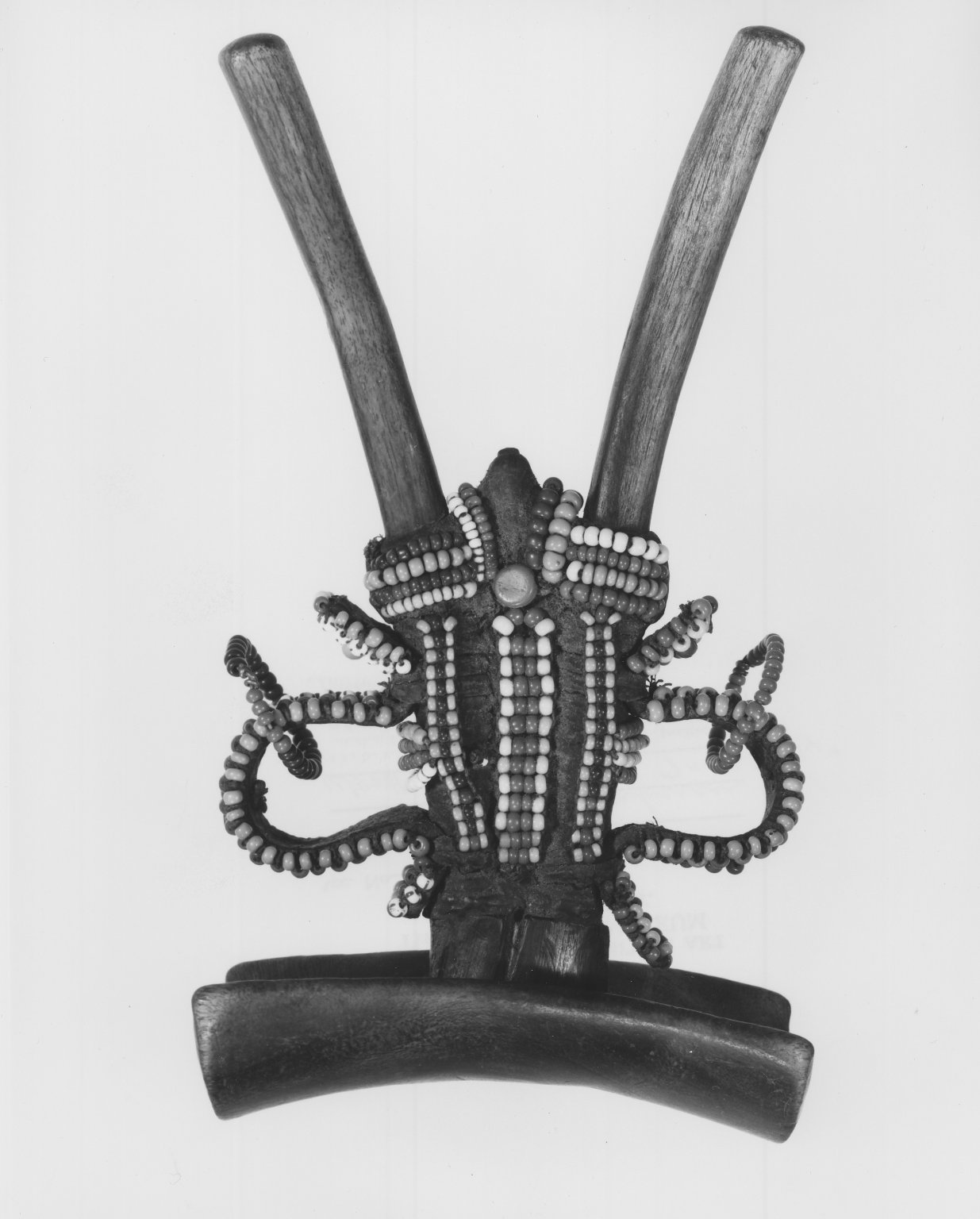
Appui-tête
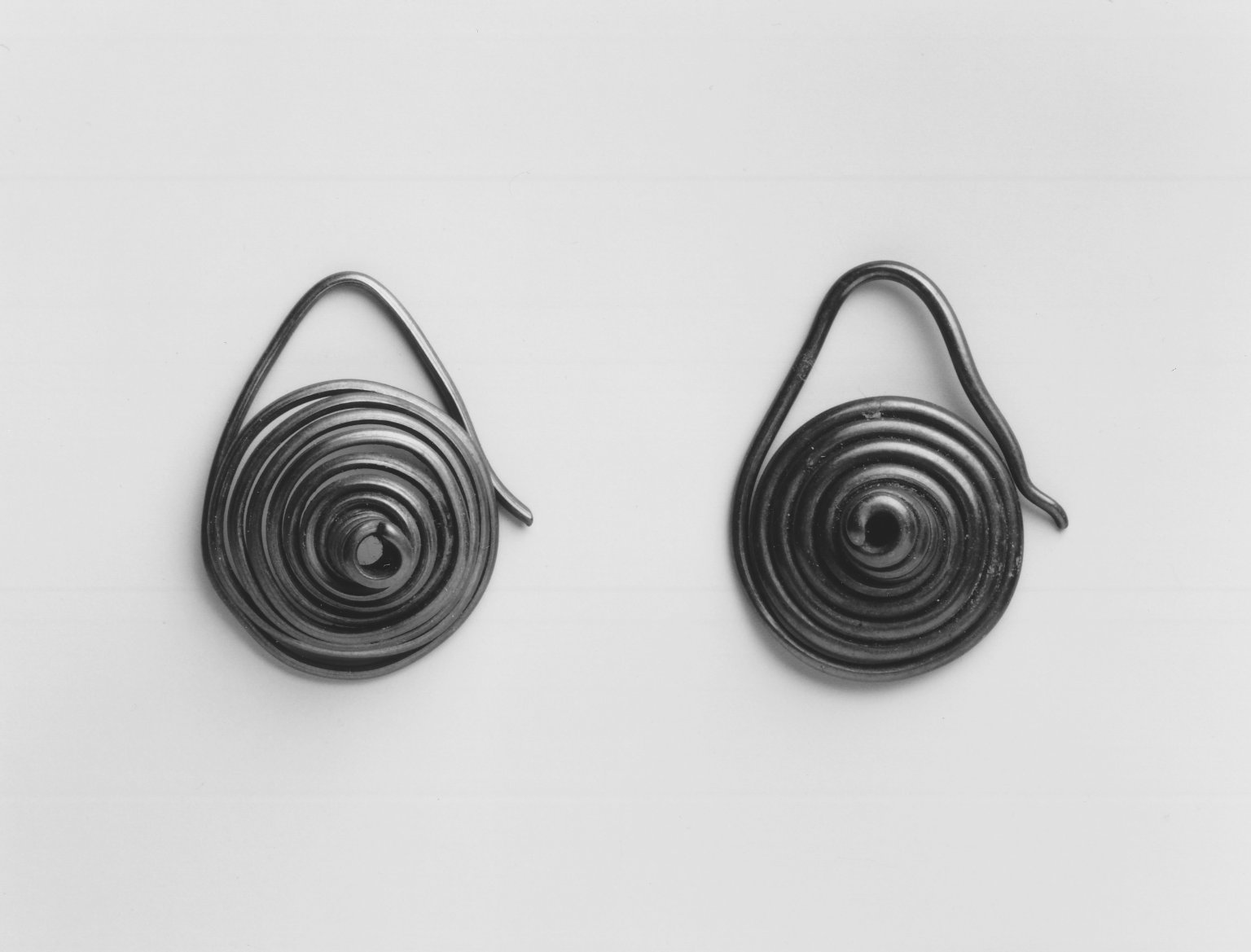
Boucles d'oreilles
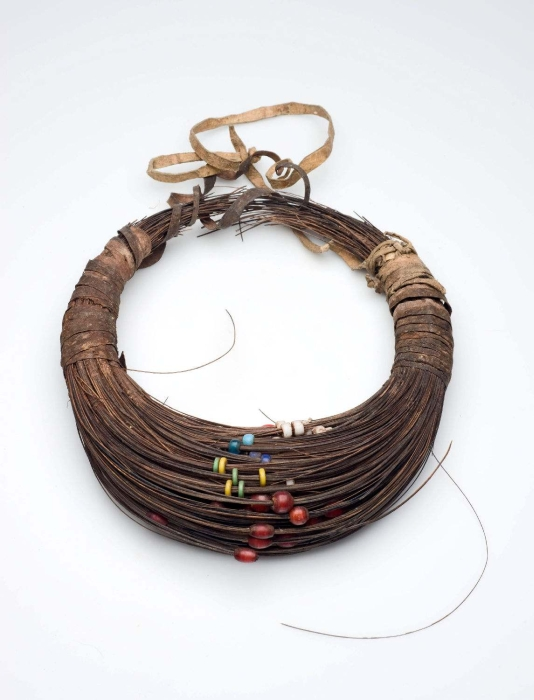
Collier mporro
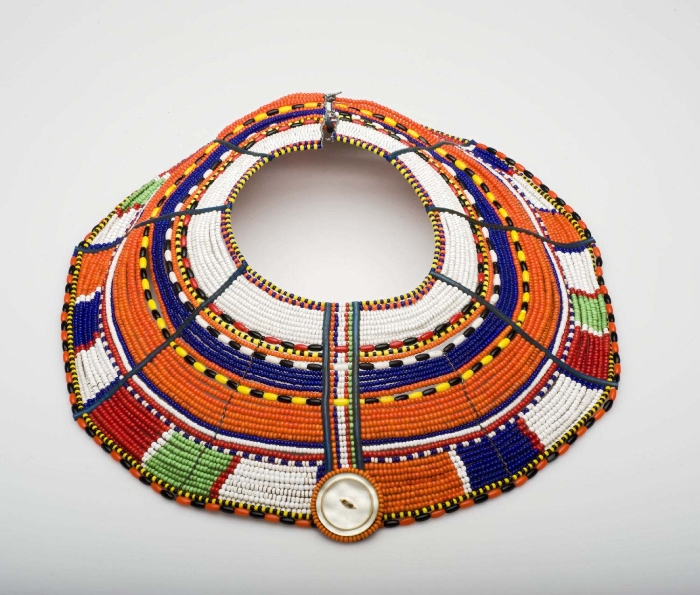
Collier en perles de verre
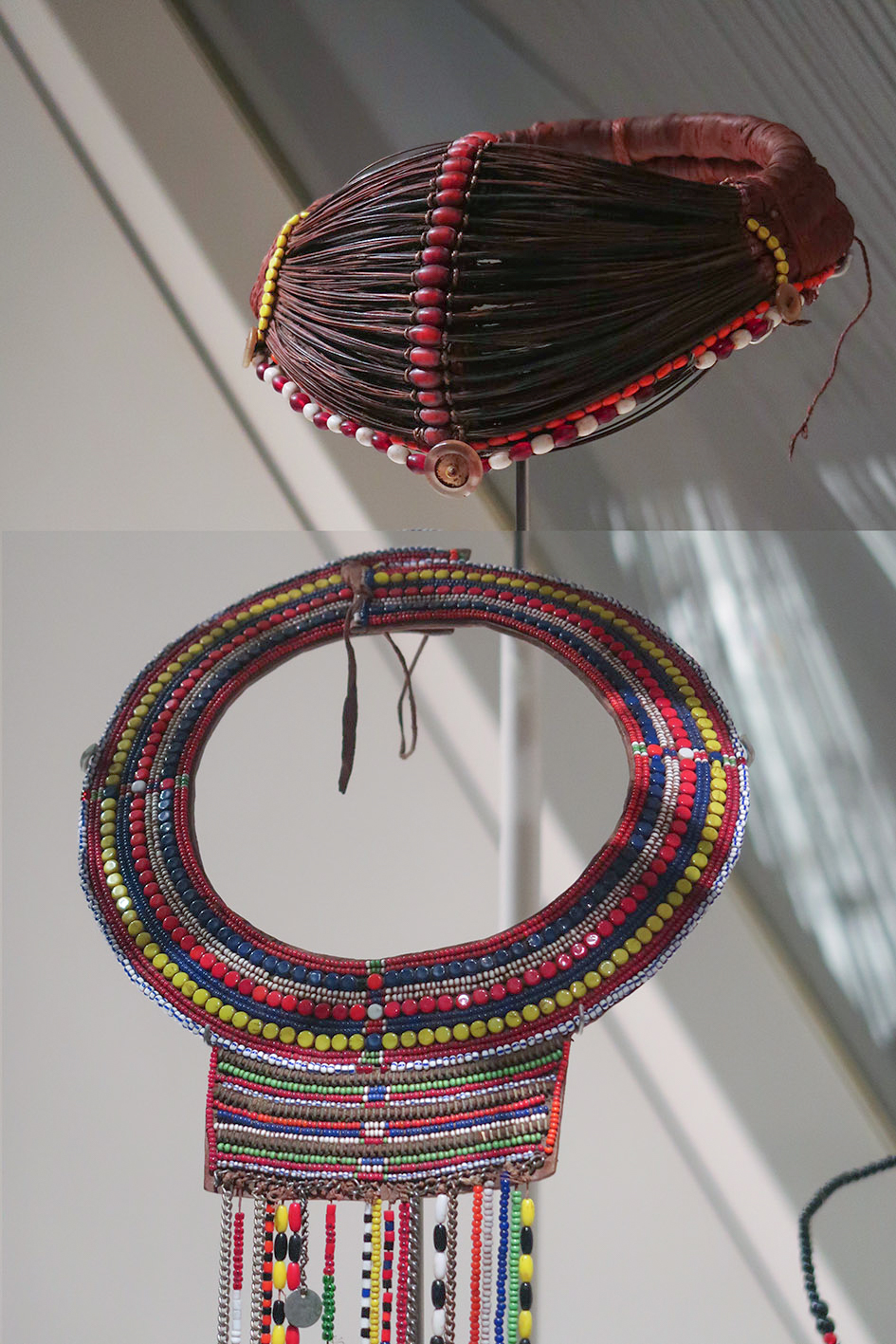
Haut: Collier

### Filmographie
- Bosnia hôtel, film documentaire de Thomas Balmès, Centre national du cinéma, Paris, 2008 (cop. 1996), 48 min (DVD)]
- Umoja, le village interdit aux hommes, film de Jean Crousillac et Jean-Marc Sinclair, Backpack productions, Paris, 2009, 1 h 10 min (DVD)